# Archer (Florida)
Archer és una població dels Estats Units a l'estat de Florida. Segons el cens de l'1 de juliol de 2006 tenia 1.302 habitants.

## Demografia
Segons el cens del 2000, Archer tenia 1.289 habitants, 487 habitatges, i 319 famílies. La densitat de població era de 209,1 habitants per km².
Dels 487 habitatges en un 35,1% hi vivien nens de menys de 18 anys, en un 40% hi vivien parelles casades, en un 20,9% dones solteres, i en un 34,3% no eren unitats familiars. En el 30,2% dels habitatges hi vivien persones soles l'11,7% de les quals corresponia a persones de 65 anys o més que vivien soles. El nombre mitjà de persones vivint en cada habitatge era de 2,65 i el nombre mitjà de persones que vivien en cada família era de 3,32.
Per edats la població es repartia de la següent manera: un 31,3% tenia menys de 18 anys, un 8,5% entre 18 i 24, un 25,8% entre 25 i 44, un 22,8% de 45 a 60 i un 11,6% 65 anys o més.
L'edat mediana era de 34 anys. Per cada 100 dones de 18 o més anys hi havia 77,2 homes.
La renda mediana per habitatge era de 27.875 $ i la renda mediana per família de 35.278 $. Els homes tenien una renda mediana de 26.591 $ mentre que les dones 21.613 $. La renda per capita de la població era de 12.345 $. Entorn del 19,3% de les famílies i el 21,6% de la població estaven per davall del llindar de pobresa.

## Poblacions més properes
El següent diagrama mostra les poblacions més properes.